# Vagliatura dei rifiuti
La vagliatura o separazione dimensionale dei rifiuti è una delle operazioni di pretrattamento a cui sono sottoposti i rifiuti prima di essere avviati al trattamento vero e proprio, e consiste nella separazione dei materiali in base alla dimensione dei frammenti. Non è esclusa la presenza di un laceratore aprisacco come prima fase di trattamento, a monte del macchinario di vagliatura.

## Meccanismo
Macchinari appositi, detti vagli, separano i materiali per pezzatura, attraverso il passaggio tramite uno o più corpi dotati di fori della dimensione voluta (si hanno quindi vagli mono- o pluri-stadio). I tipi più diffusi di vaglio sono:
- Il vaglio a tamburo
- Il vibrovaglio
- Il vaglio a dischi.

Sottoponendo il rifiuto a successive selezioni tra loro in cascata, si tende ad isolare i suoi componenti al fine di ottenere singoli prodotti con accettabili gradi di purezza.
L'operazione di separazione dimensionale, a seconda della provenienza del rifiuto e della collocazione della fase di vagliatura all'interno del ciclo di pretrattamento, consente di separare, ad esempio:
- I materiali ingombranti da quelli più minuti
- I materiali leggeri combustibili (la cosiddetta “frazione secca”) da quelli pesanti non combustibili (frazione umida)
- Il vetro e la sabbia dai materiali combustibili
- La carta e la plastica dal vetro e dai metalli

Il flusso entrante nel vaglio viene suddiviso in due flussi distinti chiamati:
1. Sottovaglio: è il materiale raccolto nelle tramogge sottostanti il separatore
2. Sopravaglio (o sovvallo): è la parte di materiale che rimane sopra le maglie di separazione e giunge dall'estremità della macchina

Nel caso di rifiuto proveniente da raccolta indifferenziata, i vari tipi di vagli esaminati consentono di separare il rifiuto in due flussi distinti:
1. Frazione pesante (sottovaglio), che contiene in genere metalli, legno, inerti e vetro
2. Frazione leggera (sopravaglio) che risulta costituita principalmente da carta, plastica e sostanza organica putrescibile

## Tipologie di impianti

### Vagli a tamburo
Sono la tipologia di vagli di più diffuso impiego, per la loro elevata versatilità. Si distinguono in diversi modelli e taglie, a seconda della lunghezza, del diametro del tamburo, dell'inclinazione dell'asse, della velocità di rotazione e dell'apertura delle maglie.
Il rifiuto viene immesso all'estremità più alta del cilindro (o tamburo); per effetto della rotazione e dell'inclinazione, il rifiuto viene rivoltato più volte e attraversa il cilindro per tutta la sua lunghezza, venendo più volte in contatto con la maglia del vaglio. Le particelle più minute (le dimensioni variano tra 2 e 10 cm, a seconda del diametro dei fori delle maglie) attraversano la parete del vaglio e vengono raccolte all'interno della tramoggia sottostante, mentre il materiale più grossolano, rimanendo all'interno del vaglio, raggiunge l'altra estremità del tamburo.
Disponendo di seguito, lungo l'asse del cilindro, sezioni con maglie con dimensioni progressivamente crescenti, si separano frazioni di materiale a diversa granulometria. All'interno del cilindro possono essere presenti lame metalliche atte a consentire, ad esempio, la rottura dei sacchetti contenenti i rifiuti, migliorando pertanto le prestazioni dell'operazione di vagliatura

### Vibrovagli
Hanno una intelaiatura fissa di sostegno e una cassa oscillante dotata di una griglia forata posta alla base.
Al di sotto di questa trovano alloggiamento una o più piastre forate, disposte sullo stesso piano oppure su piani sfalsati, con relative tramogge di raccolta del materiale, e dotate di fori con diametro crescente da monte verso valle, rispetto alla direzione data dall'inclinazione del piano di vaglio.
La granulometria del prodotto separato dipende dall'ampiezza e dalla frequenza delle oscillazioni, dall'inclinazione del piano di vaglio e dalla dimensione dei suoi fori (solitamente variabile da 2 a 10 cm).

### Vagli a dischi
Sono sistemi più recenti dei precedenti, e sono impiegati in particolare nei settori di trattamento dei prodotti cartacei e plastici provenienti dalla raccolta differenziata, e nel trattamento del rifiuto solido misto.
Sono formati da più assi rotanti paralleli, montati orizzontalmente su uno stesso piano. Sugli assi sono montati dischi di varia sagoma (ovali, esagonali, ecc...), che formano una sorta di griglia.
Lo spazio lasciato tra i dischi funge da fattore discriminante nella vagliatura dei materiali: quelli di maggiori dimensioni vengono sospinti dalla rotazione dei dischi lungo il piano di vagliatura verso l'uscita della macchina, mentre i materiali più fini e pesanti passano attraverso il setaccio cadendo in un apposito vano di raccolta.